# Інтегризм
Інтегри́зм, інколи інтегралізм (від лат. integer — недоторканий, цілий) — консервативна течія в католицизмі, несприйнятлива до модернізаційних процесів у Європі другої половини 19 століття, спрямована на захист традиційної догматики й вчення Католицької Церкви. Починаючи з 20 сторіччя термін здебільшого використовується як синонім фундаменталізму або релігійного фанатизму в широкому сенсі, щоб описати позицію тих, хто суворо дотримується традиційних доктрин усталеної ортодоксії й виступає проти будь-яких доктринальних або практичних змін з наміром зберегти ці принципи або правила недоторканими й незмінними.
Інтегралізм походить від ультрамонтанізму і був започаткований Пієм IX, який опублікував енцикліку Quanta cura (8 грудня 1864 року). Енцикліка супроводжувалася Syllabus Errorum, збіркою найважливіших помилок, яких припускалися католики, що схвалювали лібералізм.